# Blauwbaars
De blauwbaars (Pomatomus saltatrix) is een straalvinnige vissensoort uit de familie van de blauwe baarzen (Pomatomidae). De wetenschappelijke naam van de soort is gepubliceerd in 1766 door Linnaeus.

## Kenmerken
Deze 120 cm lange en 14 kg zware primitieve, roofzuchtige vis heeft sterke kaken, messcherpe tanden en een krachtige staart. Het lichaam is blauwgrijs met een geelachtige buikzijde.

## Leefwijze
Deze zeer agressieve, in scholen jagende vissen vallen hun prooi, die qua grootte niet veel verschilt, van achteren aan. Het zijn kannibalen, die zelfs hun eigen kroost niet ontzien. Soms doodt hij meer dan dat hij opeet. Er zijn gevallen bekend, waarbij ze mensen hebben aangevallen en gebeten.

## Voortplanting
De paaitijd voltrekt zich in warmere wateren. De zeestromen zorgen ervoor, dat de larven en jonge visjes naar koelere wateren worden teruggevoerd.

## Verspreiding en leefgebied
Deze soort komt algemeen voor in de Middellandse- en Zwarte Zee, de Grote-, Atlantische- en Indische Oceaan in kustzeeën en riviermonden.